# 잉글랜드 호국경 추밀원
호국경 추밀원(Protector's Privy Council) 또는 국가평의회(Council of State)는 잉글랜드 내전의 결과 올리버 크롬웰이 국왕 찰스 1세를 처형시킨 뒤 1649년 2월 14일 잔부의회를 소집해 만든 행정기구다.
1660년 5월 28일 찰스 2세가 왕정복고하면서 폐지되었다.